# Eugen von Böhm-Bawerk
Eugen Ritter von Böhm-Bawerk (Brno, 12 febbraio 1851 – Vienna, 27 agosto 1914) è stato un economista austriaco, esponente fondamentale della scuola austriaca, viene considerato con Carl Menger e Friedrich von Wieser uno dei padri della scuola.

## Biografia
Formatosi all'Università di Vienna in giurisprudenza ebbe occasione di leggere i Principi di economia di Carl Menger. Sebbene non avesse mai studiato con Menger, aderì presto alle sue teorie. Joseph Schumpeter disse che "Böhm-Bawerk era un discepolo di Menger talmente entusiasta, che è praticamente inutile  cercare altre influenze nel suo pensiero". In quel periodo all'Università di Vienna Böhm-Bawerk divenne molto amico di Friedrich von Wieser, il quale più tardi divenne suo cognato.
Dopo aver completato gli studi Bawerk venne assunto nel ministero delle finanze austriaco. Negli anni ottanta, precisamente tra il 1881 e il 1889, insegnò all'Università di Innsbruck. Durante questo periodo pubblicò i primi due dei tre volumi della sua opera maggiore, Kapital und Kapitalzins (Capital and Interest). Nel 1889 venne contattato da Vienna dal ministro delle finanze per formulare una riforma in merito alla tassazione. Il sistema fiscale austriaco del tempo era molto pesante, soprattutto durante le guerre, e ciò inevitabilmente disincentivava gli investimenti. La proposta di Bawerk fu un sistema di tassazione molto più leggero e molto più moderno, che venne approvato ed ebbe successo fin dai primi anni.
Nel 1895 Bawerk divenne ministro delle finanze dell'Impero austro-ungarico, ruolo ricoperto fino al 1904. Come ministro delle finanze cercò di mantenere fisso il rapporto tra oro e scellino austriaco (vedi gold standard), e perseguì il pareggio di bilancio. Nel 1902 eliminò il "sussidio dello zucchero", elemento che caratterizzava l'economia austriaca da oltre due secoli. Nel 1904 si dimise per via della richiesta di maggior spesa militare finanziata attraverso maggiore tassazione e deficit pubblico. Lo storico economico Alexander Gerschenkron (formatosi presso la scuola austriaca) criticò la politica di Bawerk chiamandola "taccagna, politica del 'non un centesimo in più'", caratterizzata da scarsi investimenti in opere pubbliche. Joseph Schumpeter invece esaltò la politica economica tenuta da Bawerk, sostenendo che avrebbe dato "stabilità finanziaria al paese".
Nel 1904 tornò ad insegnare all'Università di Vienna. Tra i suoi studenti meritano certamente menzione Joseph Schumpeter e Ludwig von Mises. Si spense nel 1914 all'età di 63 anni. Nonostante la sua teoria molto liberista in economia, non è assimilabile nel filone dei radicali libertari che tanto spazio hanno trovato all'interno della scuola austriaca (Murray Rothbard su tutti). Ha spesso scritto di temere una competizione totalmente sregolata, definita da lui "anarchismo di produzione e di consumo".
Tra gli anni ottanta e novanta pubblicò vari scritti critici del pensiero di Karl Marx, ma ciò nonostante, a sostegno della sua autorevolezza accademica, ai suoi corsi partecipavano diversi marxisti. Le critiche al marxismo di Bawerk vennero affrontate in modo approfondito dagli economisti marxisti, in particolare da Nikolaj Ivanovič Bucharin. Gli economisti della scuola austriaca, in particolare Gottfried Haberler, continuano a considerare la critica di Bawerk come la parola definitiva sulla questione.

## Opere

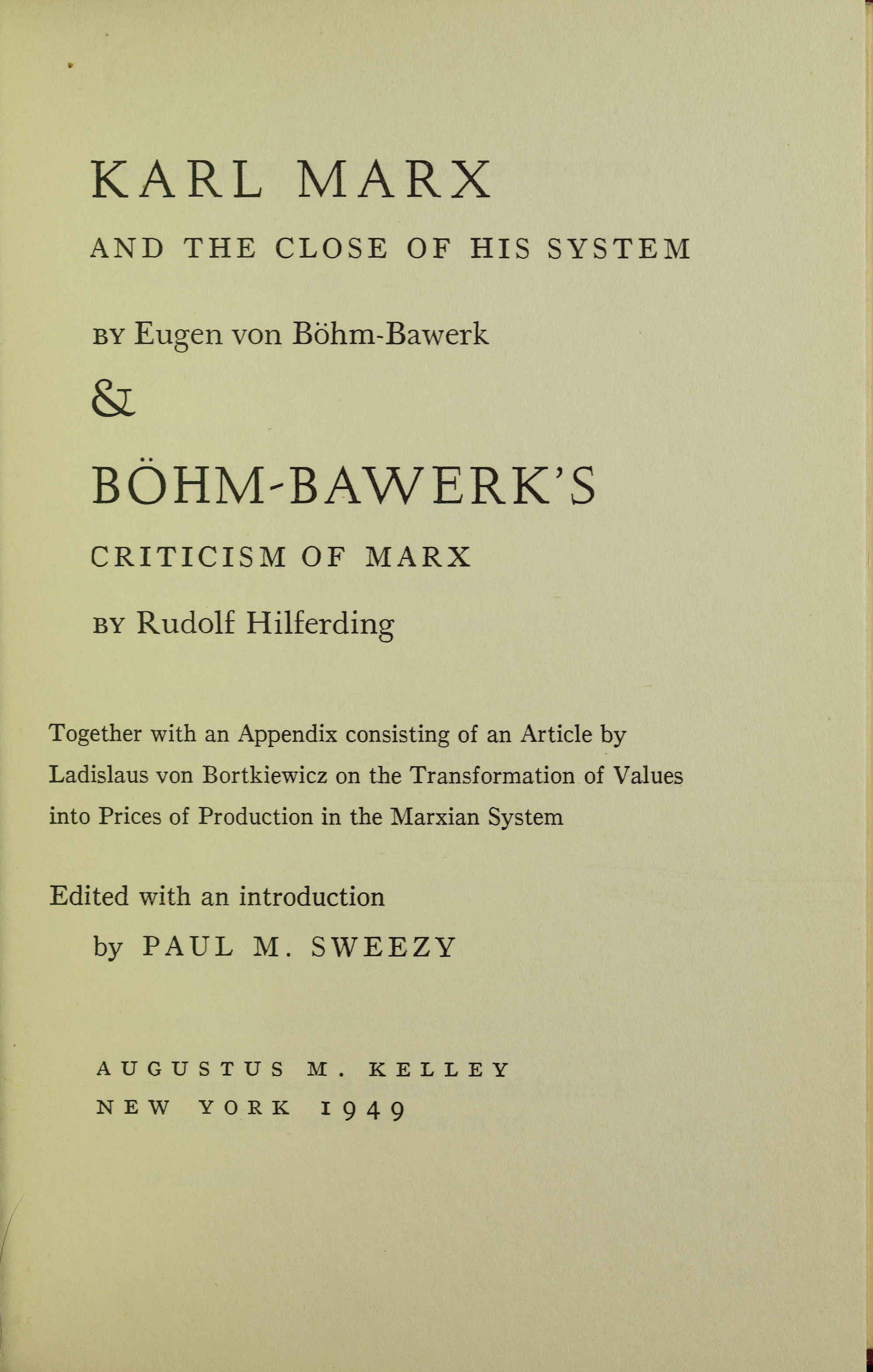
Frontespizio di Karl Marx and the close of his system

Il primo volume di Kapital und Kapitalzins (Capitale e interesse sul capitale), definito da Ludwig von Mises "il più importante contributo alla moderna teoria economica", fu intitolato Geschichte und Kritik der Kapitalzinstheorien (cioè Storia e critica delle teorie sull'interesse del capitale) (1884) ed è un esaustivo studio di definizioni e trattazioni alternative dell'interesse: teorie dell'uso, teorie della produttività, teorie dell'assistenza, ecc. All'interno dello stesso volume è presente una critica alla teoria del plusvalore di Karl Marx. Bawerk sostiene che i capitalisti non sfruttano i loro dipendenti, ma anzi consentano loro di ottenere un guadagno dal fatturato dei prodotti creati.
In Zum Abschluss des Marxschen Systems (1896) Bawerk sottolinea la contraddizione, in merito alla teoria del valore espressa da Marx, tra il terzo libro del Capitale che tratta di profitto e formazione del prezzo, e il primo libro che tratta proprio della teoria del valore. Ha anche criticato Marx per la sottovalutazione del processo di domanda e offerta nella determinazione del prezzo.
Nella pubblicazione intitolata Teoria positiva del capitale (1889), presentata come il secondo volume di Capitale e interesse sul capitale, spiega i processi delle preferenze economiche temporali che stanno alla base della formazione dell'interesse. Nella seconda parte di questo libro, intitolata Valore e prezzo, Bawerk sviluppò il concetto mengeriano di utilità marginale, concetto solo abbozzato nei Principi di Economia, la più importante opera di Menger.
Altri saggi su capitale e interesse (1921), ovvero il terzo ed ultimo volume di Capitale e interesse sul capitale, originariamente nacque come appendice al secondo. Molti dei lavori di Eugen von Böhm-Bawerk vennero diffusi negli Stati Uniti grazie a Frederick Nymeyer e al suo Libertarian Press.

## Teoria del capitale
Secondo Bawerk il capitale non è un fattore originario della produzione, come la terra e il lavoro, ma è ad essi riconducibile. Il suo valore, peraltro, non va misurato sulla base del lavoro e della terra impiegati in passato, ma piuttosto della capacità di produrre beni in futuro.
I beni capitali, secondo Bawerk, non sono altro che il risultato dell'impiego di lavoro e terra per la produzione di beni futuri invece che di beni presenti. Nel suo esempio dell'agricoltore che ha bisogno di acqua potabile, vi sono alternative via via più "indirette": bere dal palmo della mano (la soluzione più diretta), dedicare una giornata ad abbattere un albero e scavare un blocco di legno per ricavarne un secchio, dedicare più giornate ad abbattere più alberi da scavare in modo da realizzare una conduttura che gli porti l'acqua fino a casa.
I metodi indiretti consistono in un allungamento del processo produttivo, al punto che per Bawerk l'intensità di capitale va misurata in termini di periodo medio di produzione. Ad esempio, se un certo bene è il risultato di 100 giornate lavorative, di 20 spese 10 anni prima, altre 20 9 anni prima, 5 in ciascuno degli anni successivi e 20 nell'anno in cui il bene viene finito, il suo periodo medio di produzione è:
{\displaystyle {\frac {20\cdot 10+20\cdot 9+5\cdot 8+5\cdot 7+5\cdot 6+5\cdot 5+5\cdot 4+5\cdot 3+5\cdot 2+5\cdot 1+20\cdot 0}{100}}=5.6}
Bawerk credette anche di poter stabilire una legge secondo la quale quanto più lungo è il periodo medio di produzione (quanto maggiore è l'intensità di capitale), tanto maggiore è il prodotto complessivo, come nell'esempio dell'agricoltore.
La teoria di Bawerk ebbe il duplice merito di sottolineare sia l'importanza del fattore tempo, sia l'opportunità di misurare il valore del capitale sulla base del suo prodotto piuttosto che del suo costo di produzione (tale punto verrà poi sviluppato da Irving Fisher, che distingue tra il capitale come stock ed il reddito come flusso, valutando il capitale sulla base dei flussi di reddito attesi scontati al tasso d'interesse di mercato).
Tuttavia, come notò presto Knut Wicksell, il periodo medio di produzione può essere accettato come misura corretta solo se si assumono un unico fattore di produzione (ma lo stesso Bawerk ne individua due) e l'inesistenza di preesistente capitale fisso, e se si usano tassi di interessi semplici (Wicksell e Fisher usano, più correttamente, tassi di interesse composti).
Inoltre, Bawerk ignora del tutto il progresso tecnico, grazie al quale la produttività del lavoro può aumentare senza che aumenti il rapporto capitale/prodotto.
Infine, gli sforzi iniziali di Friedrich von Hayek tesi a conciliare la teoria del capitale di Bawerk con la teoria dell'equilibrio economico generale hanno dato esiti dubbi e molto contestati, e lo stesso Hayek si vide costretto ad abbandonare poi il concetto di periodo medio di produzione nel suo The Pure Theory of Capital (1941).

## Teoria dell'interesse
Un tasso d'interesse, nota Bawerk, esiste ed è maggiore di zero in quanto gli individui sono disposti a restituire in futuro una quantità di beni maggiore di quella ricevuta nel presente.
Ciò accade, secondo Bawerk, per tre motivi indipendenti:
- «diverse circostanze di bisogno e di approvvigionamento», quali la necessità di soddisfare bisogni immediati a seguito di eventi sfavorevoli (malattia, incendio, cattivo raccolto) o la prospettiva di un futuro miglioramento delle condizioni di vita (come nel caso dei giovani che iniziano un'attività lavorativa);[4]
- «sottovalutazione del futuro», dovuta a mancanza di immaginazione, a limitata forza di volontà, alla brevità ed incertezza della vita, e presente soprattutto «nei bambini e nei selvaggi»;
- «superiorità tecnica dei beni presenti», nel senso che, essendo secondo Bawerk i metodi di produzione che richiedono più tempo (nel senso del periodo medio di produzione) più produttivi, un bene presente impiegato oggi in un processo produttivo indiretto forniranno in futuro un prodotto maggiore di quello che si otterrebbe in futuro impiegando lo stesso bene in un processo diretto.

Quanto al primo motivo, Bawerk tiene conto della frequenza di casi in cui il reddito futuro è minore di quello presente; fa l'esempio di una persona prossima alla pensione, per la quale la pensione sarà certamente minore della remunerazione attuale. Tenta di risolvere il problema (considerato da alcuni tale da invalidare il ragionamento) supponendo che persone in quella condizione possono mettere da parte beni durevoli e non deperibili, tra i quali in particolare la moneta.
Il secondo motivo si presta ad un'ovvia obiezione, avanzata da Friedrich von Wieser in Der natürliche Werth: «È quindi lecito dire che è buona regola presso tutti i popoli normalmente sviluppati valutare il presente e il futuro nello stesso modo».
Il terzo motivo risente dei problemi relativi alla teoria del periodo medio di produzione. Inoltre, Irving Fisher dimostra che, anche volendolo ammettere, non è indipendente dagli altri due, ovvero non può da solo giustificare l'esistenza di un tasso d'interesse positivo.
Ciò nonostante, la teoria dell'interesse di Bawerk viene considerata da Fisher come «il naturale e corretto punto di partenza per una discussione razionale dell'argomento». Sbarazzatosi del terzo motivo, sostituisce i primi due con l'"impazienza" come aspetto psicologico o soggettivo, cui poi aggiunge l'opportunità di investimento come aspetto reale basato sulla produttività..

## Elenco delle opere
- Whether Legal Rights and Relationships are Economic Goods, 1881
- Capital and Interest: History and critique of interest theories, 1884
- Grundzüge der Theorie des wirtschaftlichen Güterwertes, 1886
- The Positive Theory of Capital, 1889
- The Historical vs. the Deductive Method in Political Economy Archiviato il 30 aprile 2008 in Internet Archive., 1890-91
- The Ultimate Standard of Value Archiviato il 10 febbraio 2008 in Internet Archive., 1894-95
- Karl Marx and the Close of his System, 1896 (trad. it. La conclusione del sistema marxiano, IBL Libri, 2020).
- The Function of Saving Archiviato il 15 dicembre 2007 in Internet Archive., 1901
- Further Essays on Capital and Interest, 1921
- Eugen von Böhm-Bawerk, Positive Theorie des Kapitales. Exkurse, Jena, Fischer, 1921.
- Eugen von Böhm-Bawerk, Positive Theorie des Kapitales. Buch 1-4, Jena, Fischer, 1921.
- Eugen von Böhm-Bawerk, Geschichte und Kritik der Kapitalzins-Theorien, Jena, Fischer, 1921.
- Eugen von Böhm-Bawerk, Karl Marx and the close of his system, New York, Augustus M. Kelley, 1949.

## Riconoscimenti
- Tra il 1984 e il 2002 (ovvero fino alla comparsa dell'euro) sulle banconote da 100 scellini austriaci era presente il volto di Eugen von Böhm-Bawerk.